# Веласко, Луиза Сигея де
Луиза Сигея де Веласко (исп. Luisa Sigea de Velasco; около 1522, Таранкон, Куэнка — 13 октября 1560, Бургос, Кастилия и Леон) — испанская писательница, поэтесса, философ

 и педагог французского происхождения; писала на латинском языке. Одна из главных фигур испанского гуманизма. Также известна как Луиза Сигея, Луиза Сигея Толедана и в латинизированной форме Алоизия Сигея Толетана. Провела большую часть своей жизни при португальском дворе на службе у герцогини Марии Португальской в качестве личного учителя латыни.

## Биография

### Детство и отрочество
Луиза Сигея де Веласко родилась в 1522 году в Таранконе и была четвертым ребёнком испанской дворянки Франциски Веласко и француза Диого Сиджео. У нее была сестра Анджела и два брата, Диого и Антонио. Её отец ещё в детстве переехал в Испанию и получил образование в Университете Алькалы, где выучил латынь, древнегреческий язык и иврит. В 1522 году он был связан с неудавшейся революцией в Кастилии под предводительством Хуана де Падильи, известной как «Восстание комунерос». Диогу бежал в Португалию, где стал наставником детей герцога Браганса, и его семья присоединилась к нему примерно в 1536 году. Затем Луиза получила домашнее образование у своего отца вместе с остальными братьями и сёстрами. Поскольку в то время женщины были исключены из всех европейских университетов, это означало, что девушки Сигеи получали знания, редко доступные другим сверстницам. Семья была относительно бедна и имела сомнительную репутацию после бегства Диого из Испании. Таким образом, ни одна из девушек не имела реальной возможности заключить выгодный брак. Их уникальное образование было для них средством проложить свой путь в мире и напрямую было связано с их будущим социальным положением. Она выучила латинский, испанский, португальский, французский, итальянский, греческий, арабский, сирийский, халдейский новоарамейский языки и иврит.

### При дворе Марии Португальской
Отец инфанты Марии король Португалии из Ависской династии Мануэл I умер, когда ей было шесть месяцев, а её мать Элеонора Австрийская снова вышла замуж и через три года уехала во Францию, будучи вынужденной оставить маленькую Марию. Это, вкупе с её огромным состоянием, было одной из причин, по которым Мария так и не смогла выйти замуж и основать для себя двор. Она окружила себя писателями-гуманистами и художниками, одной из которых была Луиза Сигея де Веласко. Она учила принцессу латыни и получала 16 тысяч реалов в год. В это время Луиза написала свои самые известные произведения. Несмотря на это, Сигея написала на латыни своему зятю Альфонсо де Куэвасу, что после тринадцати лет тяжелой работы ей даже не дали обещанной зарплаты. Тем не менее, уважение Инфанты к Луизе можно увидеть в том факте, что ее завещание дарует ренту в размере 12 000 реалов дочери Луизы, Хуане.

### Последующая жизнь
В 1552 году Сигея вышла замуж за Франсиско де Куэваса, кастильского дворянина из Бургоса. Вскоре после этого Луиза покинула королевский двор, чтобы жить с мужем и у пары родилась дочь Хуана де Куэвас Сигея (исп. Juana de Cuevas Sigea). В 1558 году Луиза и ее муж нашли работу при дворе Марии Венгерской, дочери Филиппа I Красивого. Франсиско работал секретарём, а Луиза — латинисткой, но эта служба продлилась всего несколько месяцев, так как вскоре после этого умерла королева Мария. Остаток жизни Луиза провела, пытаясь получить другое положение при дворе, но безрезультатно.
Луиза Сигея де Веласко умерла в Бургосе 13 октября 1560 года.
Андре де Резенде написал ей следующую эпитафию: «Hic sita SIGAEA est: satis hoc: qui cetera nescit | Rusticus est: artes nec colit ille bonas» (в вольном переводе: «Здесь лежит Сигея; больше нечего сказать; любой, кто не знает остального, — необразованный дурак»).

## Литературная деятельность
Луиза Сигея де Веласко написала свои самые известные литературные произведения во время своего пребывания при дворе Марии Португальской, а затем в её доме. К ним относятся «Syntra», латинская поэма, посвященная Марии, которая была опубликована во Франции в 1566 году её отцом, и «Duarum Virginum Colloquium de vita aulica et privata» («Беседа двух дев о жизни придворной и частной») — буколический диалог, который также был опубликован во Франции в 1562 году благодаря вмешательству французского посла в Португалии. Помимо этих работ, сохранилось много писем Луизы; среди них отправленное римскому папе Павлу III, написанное на нескольких языках.
В 1553 году Мария вышла замуж за Филиппа I Португальского, позже Филипп II Испанский. Брак был расторгнут через 24 часа, но Луиза написала «Syntra» по этому случаю. Название относится к лесу Синтры, недалеко от Лиссабона. В стихотворении нимфа дает пророчество о браке Марии с могущественным человеком, который будет править миром. Стихотворение содержит научные аллюзии на Овидия, Вергилия и Гомера, а некоторые также предполагают связь с произведениями женщин-поэтов-классиков, Сапфо и Сульпиции Младшей. Несмотря на ошибочное пророчество, это стихотворение положительно сказалось на репутации Луизы при дворе.
«Duarum Virginum Colloquium de vita aulica et privata» — это диалог двух женщин на избитую гуманистическую тему о том, лучше ли жить при дворе или в своём доме. В этой работе Луиза благодарит Марию за то, что она дала ей время и пространство для работы, признавая уникальное положение, в котором она оказалась как член двора инфанты. Хотя первые отзывы были положительными, эта работа оставалась в относительной безвестности вплоть до начала XX века.
Ей долго приписывали непристойную книгу адвоката Никола Шорье «De arcanis Amoris et Veneris».